# Edward Smyth-Osbourne

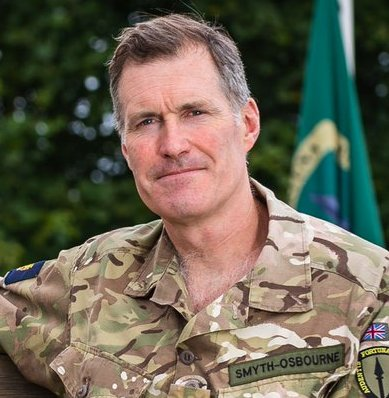
Edward Smyth-Osbourne (2019)

Sir Edward Alexander Smyth-Osbourne, KCVO, CBE (* 18. Mai 1964 in Plymouth, England) ist ein Lieutenant General der British Army im Ruhestand.

## Leben
Smyth-Osbourne besuchte das Eton College, ein Jungeninternat in Berkshire. Er studierte an der University of St Andrews und schloss mit dem Master of Arts (MA Hons).

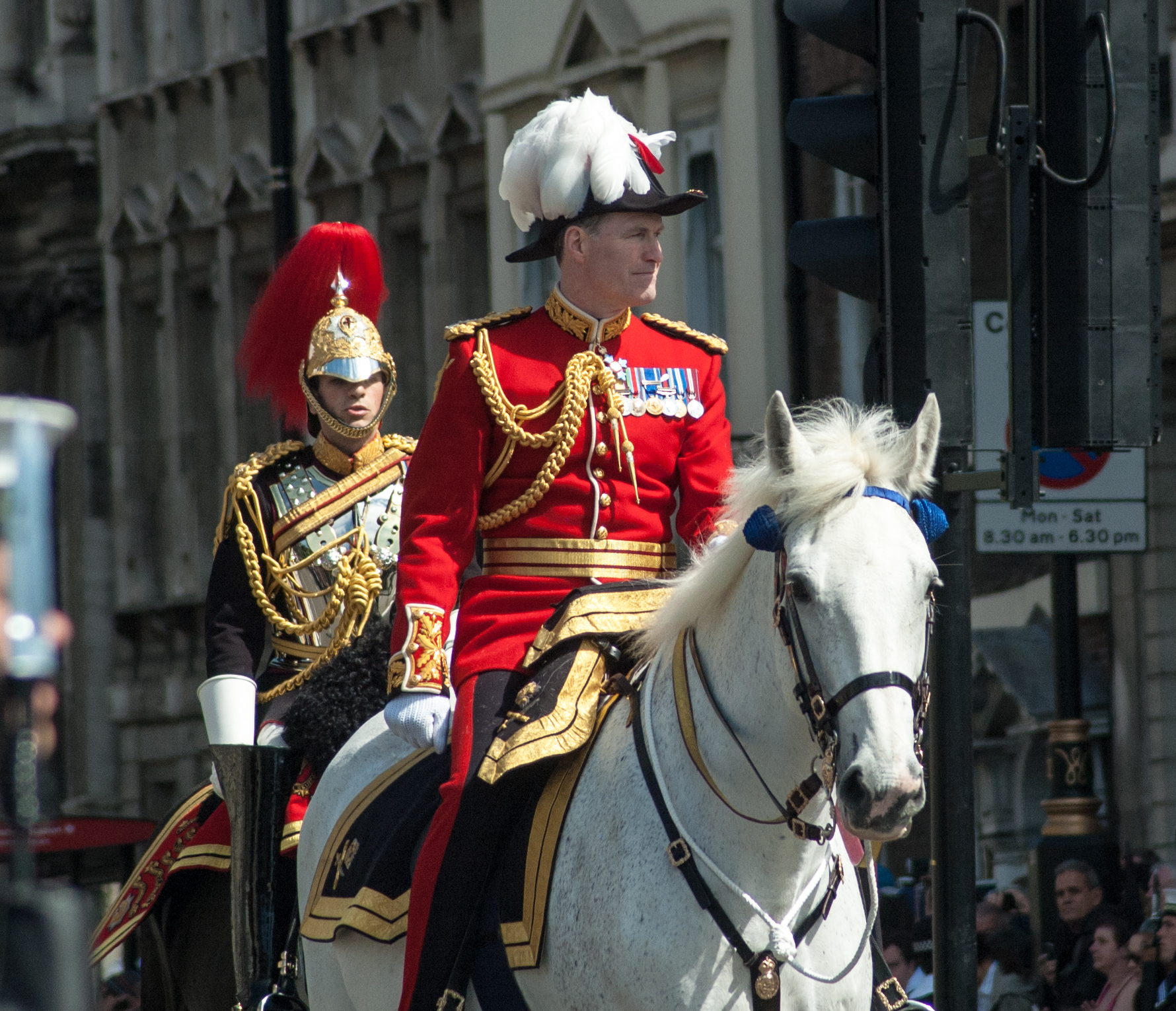
Smyth-Osbourne bei der Parlamentseröffnung 2015

Smyth-Osbourne trat im Oktober 1982 als Offizier der Life Guards in die British Army ein. 2005 wurde er zum Commanding Officer des Household Cavalry Regiment ernannt und war 2007 in Afghanistan. 2009 wurde er Commander der 38th (Irish) Brigade, 2012 Direktor der ISAF Force Reintegration Cell und im Juli 2013 Major-General commanding the Household Division.
Smyth-Osbourne fungierte als militärischer Mentor von Prinz William und Prinz Harry. Er war Kommandeur von Prinz Harry während seines Afghanistaneinsatzes. Bei der Hochzeit von Prinz William und Catherine Middleton war er eingeladen.
Smyth-Osbourne beendete am 11. Juni 2016 das Kommando über die Household Division. Gleichzeitig wurde er von Queen Elisabeth II. als Knight Commander des Royal Victorian Order zum Ritter geschlagen. Im Juli 2016 wurde er Deputy Commander of the NATO Rapid Deployable Corps – Italy und im Juli 2019 Kommandeur der Allied Rapid Reaction Corps. Im April 2022 trat er in den Ruhestand.
Am 7. Juni 2019 wurde Smyth-Osbourne von der Queen zum Colonel of the Regiment der Life Guards und zum Gold Stick in Waiting, ein Amt, das er im Wechsel mit Anne, Princess Royal, ausübt, ernannt.

## Privatleben
1996 heiratete Smyth-Osbourne Lucy Turner. Zusammen haben sie zwei Kinder.